# Let There Be Drums
Let There Be Drums is een instrumentaal nummer uit 1961, gecomponeerd door de Amerikaanse drummer Sandy Nelson en gitarist Richard Podolor, die later muziekproducent werd.

## Achtergrond
Het stuk is een duet voor gitaar en drums en is een vroeg voorbeeld van surfmuziek.

## Hitlijsten
Het werd uitgebracht als single van Sandy Nelson op Imperial Records X5775 en werd een hit in de hitlijsten, met een zevende plaats in de Amerikaanse Billboard Hot 100 en een negende plaats in de Amerikaanse Cashbox-hitlijsten (weken van 24 en 16 december 1961), en een achtste plaats in Canada (weken van 4 en 11 december 1961). Nelsons Let There Be Drums was een week lang een nummer 1-single in Australië (week van 20 januari 1962) en piekte op nummer 3 in de Britse hitlijsten in de weken van 4 tot en met 10 januari en 18 tot en met 24 januari 1962, en werd de 50e bestverkochte single in het Verenigd Koninkrijk in het kalenderjaar 1962.